# Canterburské povídky
Canterburské povídky (také Povídky canterburské, v originále The Canterbury Tales) je sbírka dvaceti šesti povídek (včetně prologu a zavírky), napsaná Geoffreym Chaucerem v průběhu 14. století. Většina povídek je veršovaná, pouze dvě jsou v próze, několik povídek není dokončeno. Povídky jsou spojeny tzv. rámcovým příběhem, podle nějž si jednotlivé povídky vyprávějí navzájem pro zábavu poutníci, putující do Canterbury. Sbírka je silně ovlivněna Dekameronem od Giovanniho Boccaccia. Sbírka není dokončena, původně bylo plánováno 120 povídek.

## Popis a děj
V prologu je představeno a podrobně (a někdy dost sarkasticky) vylíčeno třicet postav, patřících k různým povoláním, společenským vrstvám a psychologickým typům, na pouti do Canterbury, mezi nimi je i Chaucer sám, který vypráví dvě povídky. Sejdou se v jedné hospodě (hostinec U Kabátce) na cestě, kde jim hostinský navrhne, aby si navzájem vyprávěli příběhy, aby jim cesta lépe uběhla. Kdo povypráví nejlepší příběh, tomu na závěr pouti ostatní zaplatí večeři. Motiv hospody byl zvolen záměrně, protože pouze zde si mohli být všichni víceméně rovni.
Následuje pak série příběhů, které si vyprávějí jednotlivé postavy. Každá povídka je opatřena prologem, v němž se Chaucer vrací k rámcovému příběhu, kde hostinský vyzývá dalšího z poutníků, aby povyprávěl svůj příběh. Prology jsou někdy, například u Povídky ženy z Bath, životopisné, týkají se vyprávějící postavy a jsou delší a literárně hodnotnější než povídka sama. Příběhy mají mnoho různých témat, typická témata jsou dvorská láska, zrada a lakomství, častým tématem je také pokrytectví kněží. Příběhy jsou humorné i vážné, ve sbírce se vyskytuje mnoho různých žánrů, například rytířský román (Povídka rytířova) a jeho parodie (Skládání o panu Thopasovi), bajka (Povídka kněze jeptišek), legenda (Povídka abatyše) či fabliau (Povídka mlynářova). Různorodost povídek demonstruje rozsah Chaucerových literárních schopností a dokládá, že autor znal velké množství rétorických forem a stylových rovin. Dobové rétorické školy kladly důraz na tuto různorodost a klasifikovaly literaturu podobně jako Vergilius na vysokou, střední a nízkou s ohledem právě na šíři rétorických forem a rozmanitost slovní zásoby.
Sbírka dále obsahuje také Hlavní prolog, v němž je vyprávěna převážná část rámcové novely, a také (patrně podvrženou) zavírku, v níž se Chaucer omlouvá za hříšnost a bezbožnost svých děl. Povídky jsou psány různou veršovou formou, převládá ale hrdinské dvojverší (které také Chaucer pro tyto povídky vytvořil). Dílo však nebylo dokončeno, a tudíž není možno určit vítěze a ani rozuzlení celého díla.

## Český překlad
Česky dílo vyšlo kompletně pouze jako převyprávění nebo v překladu do prózy (takový je např. překlad Hany Skoumalové), překladatelem nejrozsáhlejšího veršovaného výboru (vypouští příběhy v próze a nedokončené povídky) je František Vrba.

## Vliv díla
Dílo je velmi vlivné, především v anglicky mluvících zemích, kde je považováno za základ anglické poezie, inspirovalo řadu spisovatelů, například hra Dva vznešení příbuzní Williama Shakespeara čerpá svůj příběh z Povídky rytířovy. Dílo bylo také několikrát zfilmováno.